# Marianne (Fernsehserie)
Marianne ist eine französische Horror-Fernsehserie, die am 13. September 2019 in das Programm von Netflix aufgenommen wurde. Im Januar 2020 wurde bekannt, dass die Serie nach der ersten Staffel eingestellt wird.

## Handlung
Als die erfolgreiche Horror-Schriftstellerin Emma Larsimon ankündigt, ihre Romanreihe um ihre Figur Lizzy Larck und der Hexe Marianne beenden zu wollen, taucht ihre ehemalige Schulkameradin Caroline bei einer Autogrammstunde auf. Caroline, deren Mutter offenbar von Marianne besessen ist, bittet Emma darum, dass sie weiterschreibt. Für Emma, die in ihren Träumen scheinbar von Marianne heimgesucht wird, steht ihr Beschluss aber fest, und so erhängt sich Caroline eines morgens. Daraufhin kehrt Emma mit ihrer Assistentin Camille in ihren Heimatort Elden zurück, wo sie mit ihren Jugendfreunden versucht das Geheimnis um Marianne zu lüften.

## Besetzung und Synchronisation
Die deutsche Synchronisation erstellte die Synchronfirma Berliner Synchron GmbH nach einem Dialogbuch von Falko Kretschmer und unter der Dialogregie von Klaus Bauschulte.
| Rollenname        | Schauspieler             | Synchronsprecher  |
| ----------------- | ------------------------ | ----------------- |
| Emma Larsimon     | Victoire Du Bois         | Anne Düe          |
| Emma Larsimon     | Luna Lou (jung)          | Derya Flechtner   |
| Caroline Daugeron | Aurore Broutin           | Antje Thiele      |
| Caroline Daugeron | Anna Lemarchand (jung)   | Aliana Schmitz    |
| Aurore            | Tiphaine Daviot          | Patrizia Carlucci |
| Aurore            | Charlie Loiselier (jung) | Miria Haseney     |
| Arnaud            | Bellamine Abdelmalek     | Fabian Oscar Wien |
| Arnaud            | Adam Amara (jung)        | Jonas Frenz       |
| Seby              | Ralph Amoussou           | Paul Matzke       |
| Seby              | Bruni Makaya (jung)      | Julian Rehrl      |
| Tonio             | Mehdi Meskar             | Max Felder        |
| Madame Daugeron   | Mireille Herbstmeyer     | Kornelia Boje     |
| Camille           | Lucie Boujenah           | Jelena Baack      |
| Inspektor Raunan  | Alban Lenoir             | Christoph Banken  |
| Vater Xavier      | Patrick d’Assumçao       | Ingo Albrecht     |

## Episodenliste
| Nr.                                                                                           | Deutscher Titel             | Originaltitel            | Regie        | Drehbuch                      |
| --------------------------------------------------------------------------------------------- | --------------------------- | ------------------------ | ------------ | ----------------------------- |
| 1                                                                                             | Deine Träume                | Tu les rêves             | Samuel Bodin | Samuel Bodin & Quoc Dang Tran |
| 2                                                                                             | Tradition                   | C’est coutume!           | Samuel Bodin | Samuel Bodin & Quoc Dang Tran |
| 3                                                                                             | Keine einfache Person       | Je ne suis pas un cadeau | Samuel Bodin | Samuel Bodin & Quoc Dang Tran |
| 4                                                                                             | Ein schöner Moment          | C’est un beau moment     | Samuel Bodin | Samuel Bodin & Quoc Dang Tran |
| 5                                                                                             | Du hast sie allein gelassen | Tu l’as laissée…         | Samuel Bodin | Samuel Bodin & Quoc Dang Tran |
| 6                                                                                             | Erinnerungen                | Pour les souvenirs?      | Samuel Bodin | Samuel Bodin & Quoc Dang Tran |
| 7                                                                                             | Wir waren zu jung           | On était trop petit      | Samuel Bodin | Samuel Bodin & Quoc Dang Tran |
| 8                                                                                             | Dienstag                    | On est mardi             | Samuel Bodin | Samuel Bodin & Quoc Dang Tran |
| Am 13. September 2019 wurden alle Folgen der Staffel gleichzeitig bei Netflix veröffentlicht. |                             |                          |              |                               |